# Luigi III di Borbone-Condé
Luigi III di Borbone-Condé (Parigi, 10 novembre 1668 – Versailles, 4 marzo 1710) è stato un generale francese.
Fu duca di Montmorency, duca di Enghien, sesto principe di Condé e conte di Charolais, gran maestro di Francia.

## Biografia
Era figlio di Enrico III Giulio di Borbone-Condé, e di sua moglie, Anna del Palatinato.
Era brutto, maligno e gracile di costituzione.
Fu cavaliere di Santo Spirito (2 giugno 1686), colonnello di fanteria (28 dicembre 1686), maresciallo di campo (2 aprile 1690). Nel 1688 seguì il delfino all'assedio di Philippsburg ed il re Luigi XIV all'assedio di Mons nel 1691 ed a quello di Namur nel 1692 allorché fu nominato luogotenente generale (3 maggio 1692).
Combatté anche le battaglie di Steenkerke e Neerwinden. Nel 1694 fu luogotenente generale nelle Fiandre. Conservò le cariche ereditate dal padre ma dovette lottare contro il duca d'Orléans per mantenere il titolo di "signor principe", che il figlio Luigi Enrico abbandonò.
Morì a seguito di un attacco di apoplessia, mentre attraversava in carrozza la Senna sul Pont Neuf di Parigi.

### Matrimonio
Il 24 maggio 1685 sposò Luisa Francesca di Borbone-Francia, mademoiselle de Nantes, figlia legittimata di Luigi XIV e della Madame de Montespan. In un'epoca in cui le considerazioni dinastiche giocavano un ruolo importante, a corte ci si stupì in occasione di un matrimonio tra un principe di sangue e un bastardo reale. Il capo della Casa di Condé, Le Grand Condé, tuttavia, accettò l'unione nella speranza di ottenere il favore del padre della sposa, Luigi XIV. Ebbero nove figli:
1. Maria Anna Eleonora di Borbone, mademoiselle de Bourbon (1690 – 1760), badessa dell'abbazia Saint-Antoine-des-Champs;
2. Luigi Enrico, Duca di Borbone, (18 agosto 1692 - 27 gennaio 1740) sposò Maria Anna di Borbone da cui non ebbe figli, sposò poi la Langravia Carolina d'Assia-Rotenburg ed ebbe figli
3. Luisa Elisabetta, mademoiselle de Bourbon (1693-1775), che sposò nel 1713 il principe Luigi Armando II di Borbone-Conti (1695-1727);
4. Luisa Anna di Borbone, mademoiselle de Charolais (1695-1758)
5. Maria Anna di Borbone, mademoiselle de Clermont (16 ottobre 1697 – 11 agosto 1741); sposò in segreto Louis de Melun, duca di Joyeuse.
6. Carlo, conte di Charolais, pari di Francia (1700–1760);
7. Enrichetta Luisa di Borbone, mademoiselle de Vermandois (14 gennaio 1703 – 19 settembre 1772), badessa di Beaumont-lès-Tours in novembre 1733;
8. Elisabetta Alessandrina di Borbone, mademoiselle de Sens (1705  – 1765);
9. Luigi, conte di Clermont (1709 – 1771).

Luigi III era noto a corte come Monsieur le Duc. Come suo padre, che divenne Principe di Condé nel 1687, Luigi III condusse una vita tipica e insignificante. In un'epoca in cui un metro e mezzo era considerato un'altezza normale per una donna, Luigi III, pur non essendo un nano, era considerato un uomo basso. Le sue sorelle, infatti, erano così basse che venivano chiamate "bambole del sangue", o, meno lusinghiero, come "piccole scarabei neri" poiché molte di loro avevano una carnagione olivastra ed erano gobbe. Pur non soffrendo di questa condizione, Luigi III era macrocefalico. Inoltre, si diceva che il suo colore della pelle avesse una chiara sfumatura giallo-arancio. Tra i lati positivi, pur non essendo studioso, Luigi III era rispettabilmente ben istruito.

## Morte
Morì il 4 maggio 1710 a seguito di un attacco di apoplessia.

## Stemma
| Image | Stemma                                                                |
| ----- | --------------------------------------------------------------------- |
| \| \| | Luigi III di Borbone-Condé Principe di Condé, Gran Maestro di Francia |
|       |                                                                       |

## Ascendenza
|                                    |                              |                                     | Genitori                                  |  |  | Nonni |  |  | Bisnonni                   |  |  | Trisnonni                 |  |
|                                    |                              |                                     |                                           |  |  |       |  |  | Enrico II di Borbone-Condé |  |  | Enrico I di Borbone-Condé |  |
|                                    |                              |                                     |                                           |  |  |       |  |  | Enrico II di Borbone-Condé |  |  | Enrico I di Borbone-Condé |  |
|                                    |                              | Carlotta Caterina de La Trémoille   |                                           |  |  |       |  |  | Enrico II di Borbone-Condé |  |  |                           |  |
| Luigi II di Borbone-Condé          |                              |                                     |                                           |  |  |       |  |  | Enrico II di Borbone-Condé |  |  |                           |  |
|                                    |                              | Carlotta Margherita di Montmorency  | Enrico I di Montmorency                   |  |  |       |  |  |                            |  |  |                           |  |
|                                    |                              | Carlotta Margherita di Montmorency  | Enrico I di Montmorency                   |  |  |       |  |  |                            |  |  |                           |  |
|                                    |                              | Carlotta Margherita di Montmorency  | Louise de Budos                           |  |  |       |  |  |                            |  |  |                           |  |
| Enrico III Giulio di Borbone-Condé |                              | Carlotta Margherita di Montmorency  |                                           |  |  |       |  |  |                            |  |  |                           |  |
|                                    |                              | Urbain de Maillé, Marchese de Brézé | Charles de Maillé                         |  |  |       |  |  |                            |  |  |                           |  |
|                                    |                              | Urbain de Maillé, Marchese de Brézé | Charles de Maillé                         |  |  |       |  |  |                            |  |  |                           |  |
|                                    |                              | Urbain de Maillé, Marchese de Brézé | Jacqueline de Thévalle                    |  |  |       |  |  |                            |  |  |                           |  |
| Chiara Clemenza di Maillé          |                              | Urbain de Maillé, Marchese de Brézé |                                           |  |  |       |  |  |                            |  |  |                           |  |
|                                    |                              | Nicole du Plessis                   | François du Plessis, Signore di Richelieu |  |  |       |  |  |                            |  |  |                           |  |
|                                    |                              | Nicole du Plessis                   | François du Plessis, Signore di Richelieu |  |  |       |  |  |                            |  |  |                           |  |
|                                    |                              | Nicole du Plessis                   | Suzanne de La Porte                       |  |  |       |  |  |                            |  |  |                           |  |
| Luigi di Borbone                   |                              | Nicole du Plessis                   |                                           |  |  |       |  |  |                            |  |  |                           |  |
|                                    | Federico V Elettore Palatino | Federico IV Elettore Palatino       |                                           |  |  |       |  |  |                            |  |  |                           |  |
|                                    | Federico V Elettore Palatino | Federico IV Elettore Palatino       |                                           |  |  |       |  |  |                            |  |  |                           |  |
|                                    | Federico V Elettore Palatino | Luisa Giuliana di Nassau            |                                           |  |  |       |  |  |                            |  |  |                           |  |
| Edoardo del Palatinato             | Federico V Elettore Palatino |                                     |                                           |  |  |       |  |  |                            |  |  |                           |  |
|                                    |                              | Elisabetta Stuart                   | Giacomo I d'Inghilterra                   |  |  |       |  |  |                            |  |  |                           |  |
|                                    |                              | Elisabetta Stuart                   | Giacomo I d'Inghilterra                   |  |  |       |  |  |                            |  |  |                           |  |
|                                    |                              | Elisabetta Stuart                   | Anna di Danimarca                         |  |  |       |  |  |                            |  |  |                           |  |
| Anna Enrichetta del Palatinato     |                              | Elisabetta Stuart                   |                                           |  |  |       |  |  |                            |  |  |                           |  |
|                                    |                              | Carlo di Gonzaga, Duca di Mantova   | Ludovico Gonzaga                          |  |  |       |  |  |                            |  |  |                           |  |
|                                    |                              | Carlo di Gonzaga, Duca di Mantova   | Ludovico Gonzaga                          |  |  |       |  |  |                            |  |  |                           |  |
|                                    |                              | Carlo di Gonzaga, Duca di Mantova   | Enrichetta di Nevers                      |  |  |       |  |  |                            |  |  |                           |  |
| Anna Maria di Gonzaga              |                              | Carlo di Gonzaga, Duca di Mantova   |                                           |  |  |       |  |  |                            |  |  |                           |  |
|                                    |                              | Caterina di Lorena                  | Carlo di Lorena, Duca di Mayenne          |  |  |       |  |  |                            |  |  |                           |  |
|                                    |                              | Caterina di Lorena                  | Carlo di Lorena, Duca di Mayenne          |  |  |       |  |  |                            |  |  |                           |  |
|                                    |                              | Caterina di Lorena                  | Enrichetta di Savoia                      |  |  |       |  |  |                            |  |  |                           |  |
|                                    |                              | Caterina di Lorena                  |                                           |  |  |       |  |  |                            |  |  |                           |  |